# Pavillon Güell
Pour les articles homonymes, voir Güell.
Le Pavillon Güell est une série de bâtiments et de jardins construits par Antoni Gaudí dans le quartier barcelonais de Pedralbes, comme maison de campagne pour la famille de l'industriel Eusebi Güell.

## Description
Sur le site de propriétés qu'il avait acquises aux Corts de Sarrià, aujourd'hui quartier universitaire de Barcelone dans Pedralbes, Güell commande en 1884 à Gaudí un projet d'aménagement autour de la villa construite par l'architecte Joan Martorell. Outre les jardins s'étendant sur 30 hectares, il comprend le mur d'enceinte, le portail d'accès flanqué de la conciergerie et les portes secondaire, les écuries et le manège, le tout réalisés entre 1884 et 1887. 
Un pavillon, un mirador et un manège à chevaux ont été détruits en 1919 quand la propriété est cédée à la Couronne espagnole qui y construit un palais royal avant que l'essentiel de la propriété ne soit affectée à l'université polytechnique de Barcelone.
Le portail et sa grille de fer symbolisent le dragon Ladon, gardien du jardin des Hespérides. Gaudí s'inspire du poème épique l'Atlàntida (1877) du poète catalan Jacint Verdaguer et parsème la propriété de symboles relatifs au jardin des Hespérides.
Le portail d'un seul battant, prévu pour les voitures, est soutenu par un pilier de 10 mètres couronné par un oranger en pierre et en métal évoquant la mission d'Héraclès de s'emparer des fruits en or du jardin. Les fruits au sommet du pilier sont disposés selon la figure des étoiles de la constellation du Dragon, née de la punition du dragon Ladon qui n'avait pas réussi à défendre le jardin.
Pour la grille, Gaudí recourt à un ensemble de techniques : forgeage industriel, fonte coulée au sable, estampage et matriçage à froid et à chaud, le tout soudé grâce à l'invention nouvelle de l'électricité.
Le pavillon de l'entrée se divise en deux parties. Une nef allongée servait d'écurie, et une salle rectangulaire, surmontée d'un lanternon pour apporter la lumière, au dressage des chevaux. La toiture repose sur une série de voûtes en berceau. Les portes sont encadrées par des arcs paraboliques en briques.

## Photos

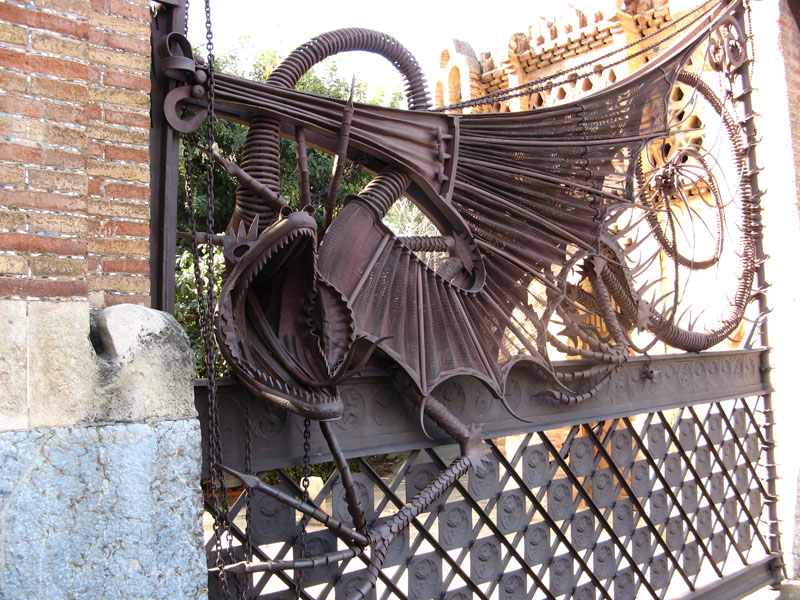
Le portail de la Finca Güell.
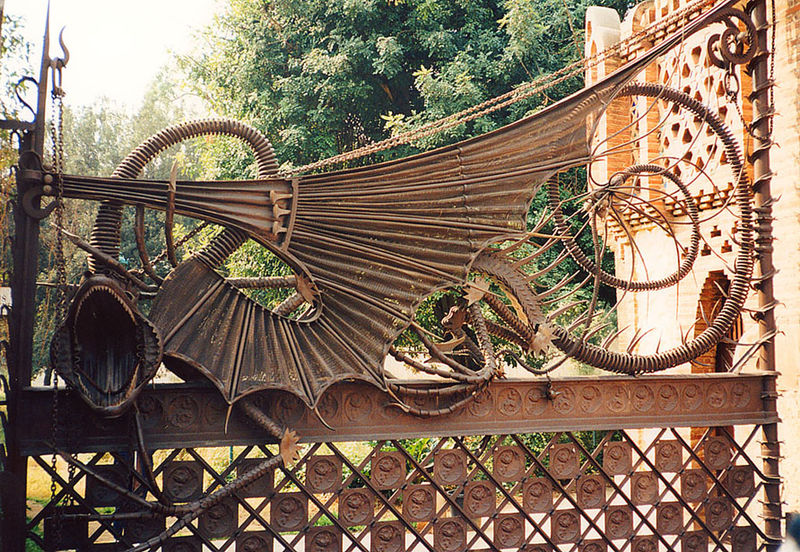
Autre vue du dragon de la grille.
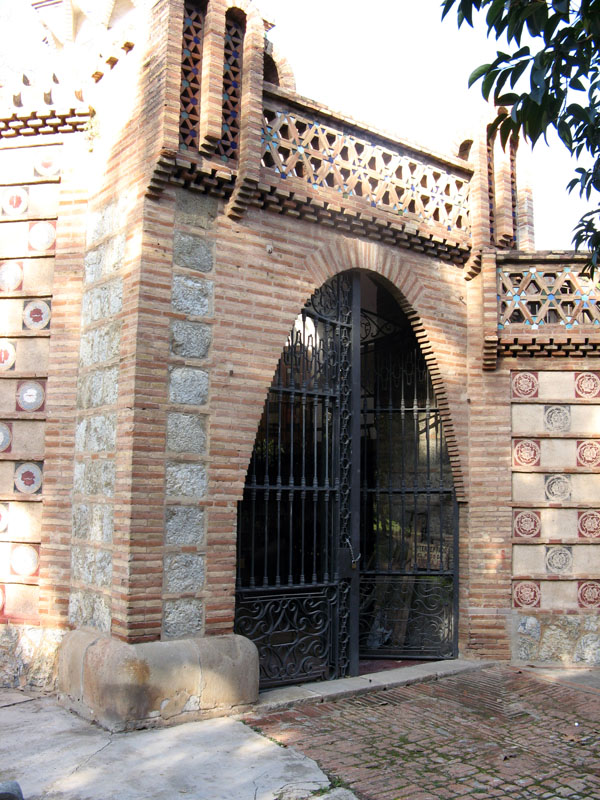
La porte des écuries d'influence arabe.
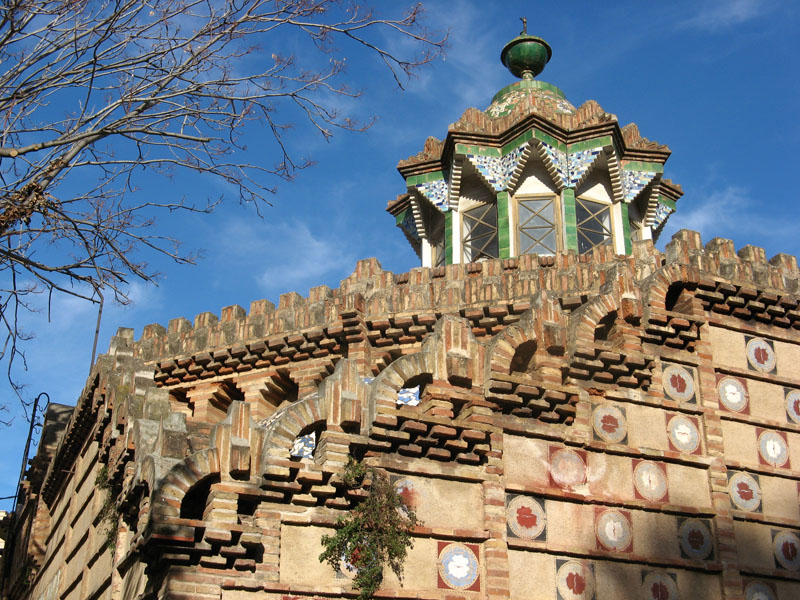
Les gouttières et le toit.
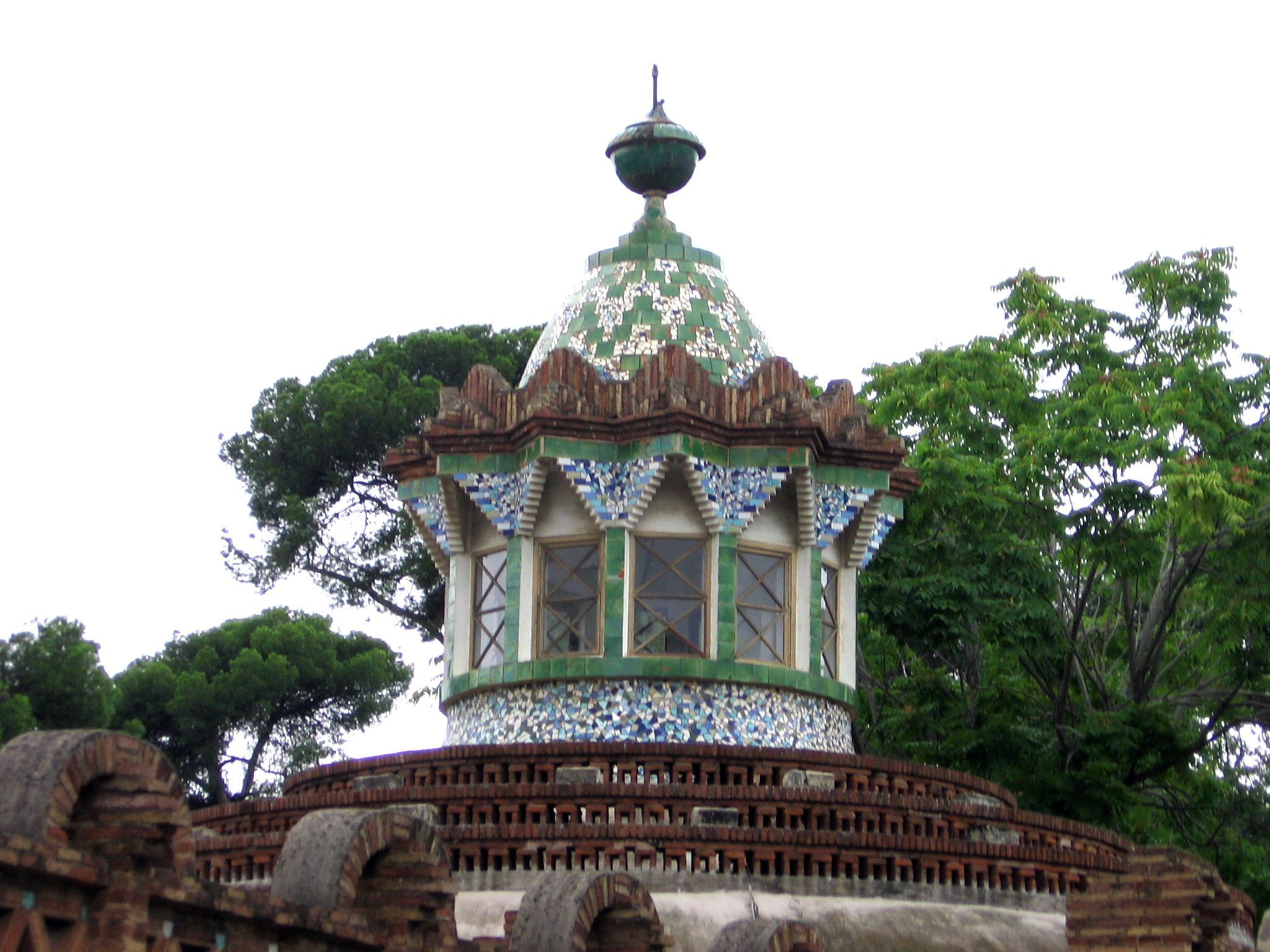
La lanterne recouverte de faïences en morceaux trencadis que Gaudí utilise pour la première fois.
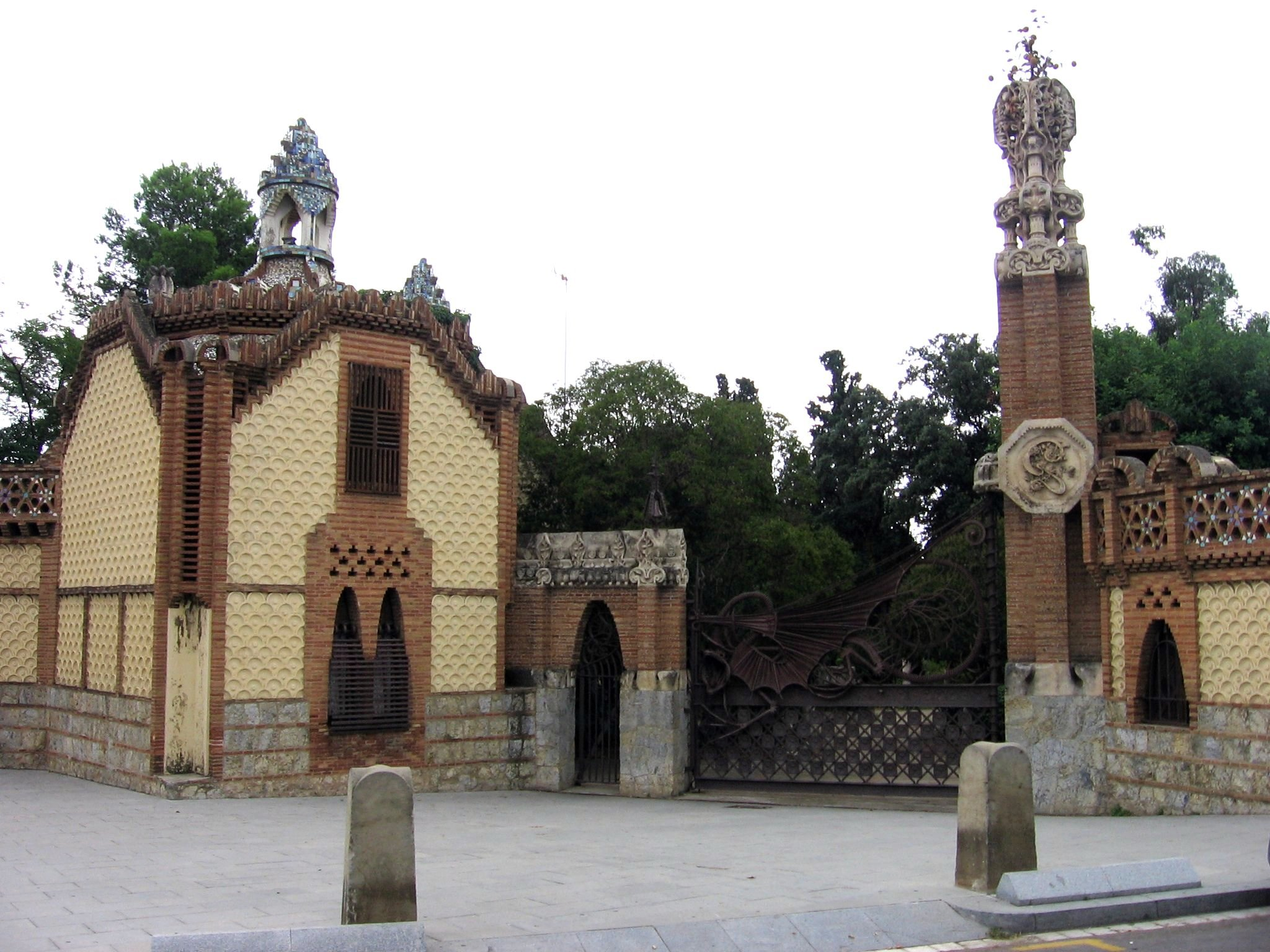
Vue des pavillons.
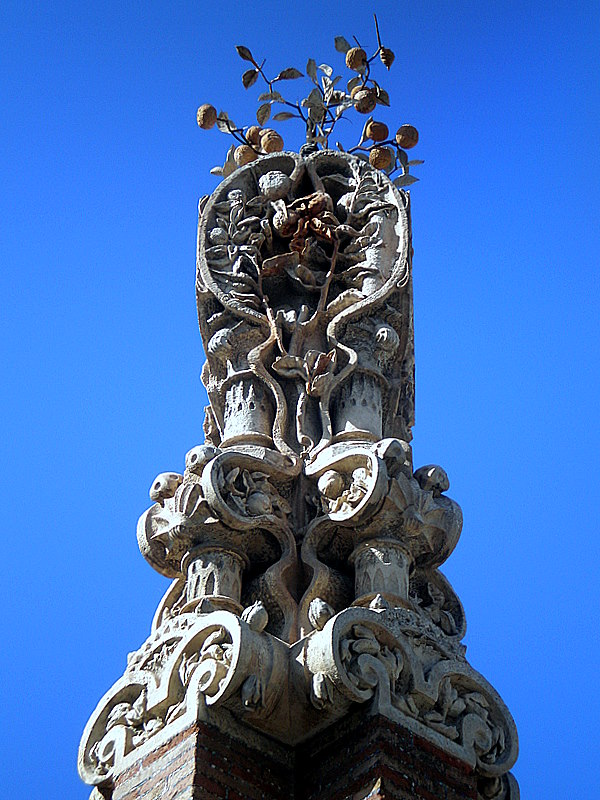
Sommet du pilier de la porte, bloc de pierre sculpté avec des motifs d'orange en bas-relief et couronné d'un oranger en métal.
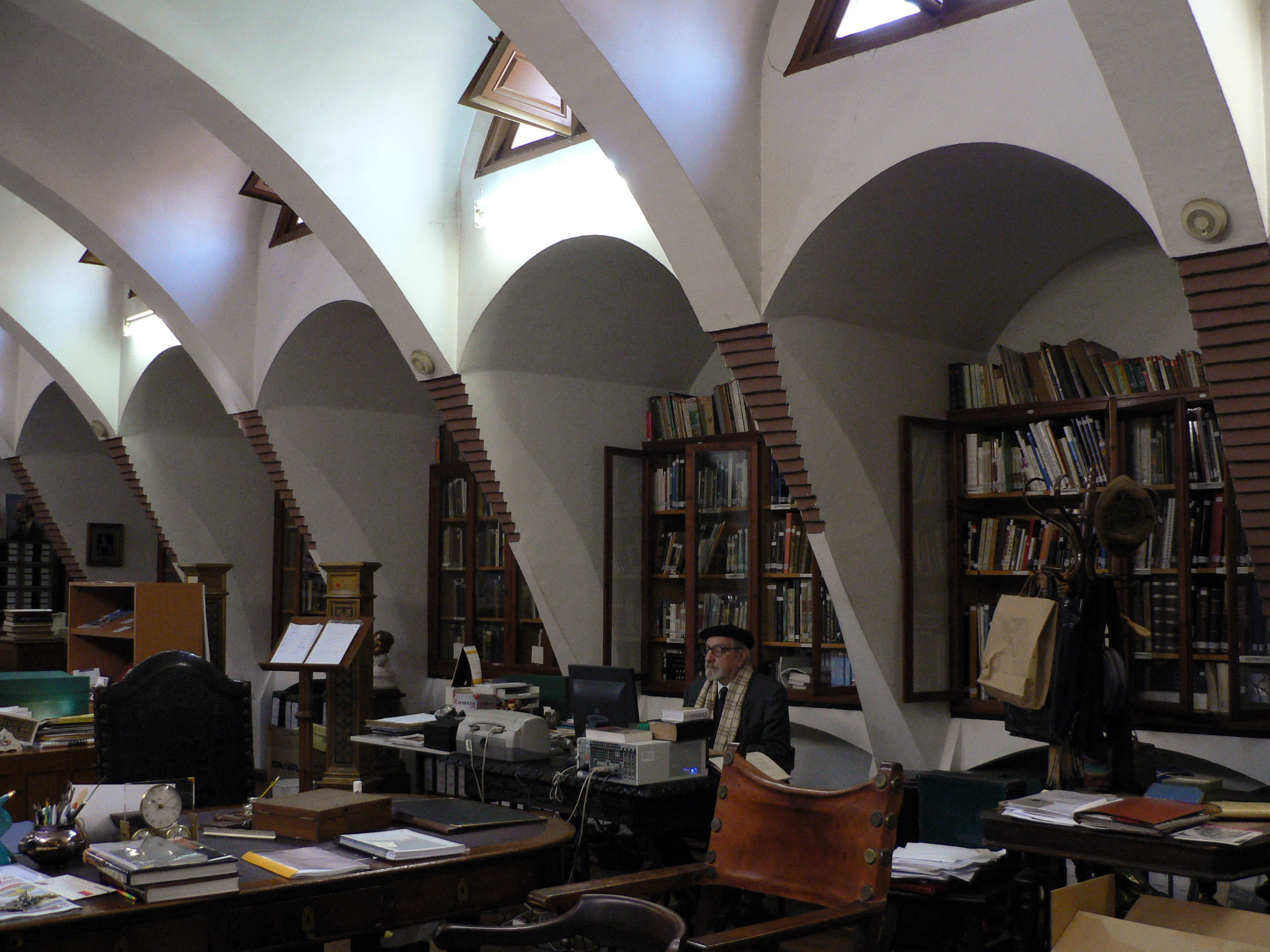
Intérieur des anciennes écuries avec aperçu des fenêtres trapézoïdales et des arcs paraboliques.
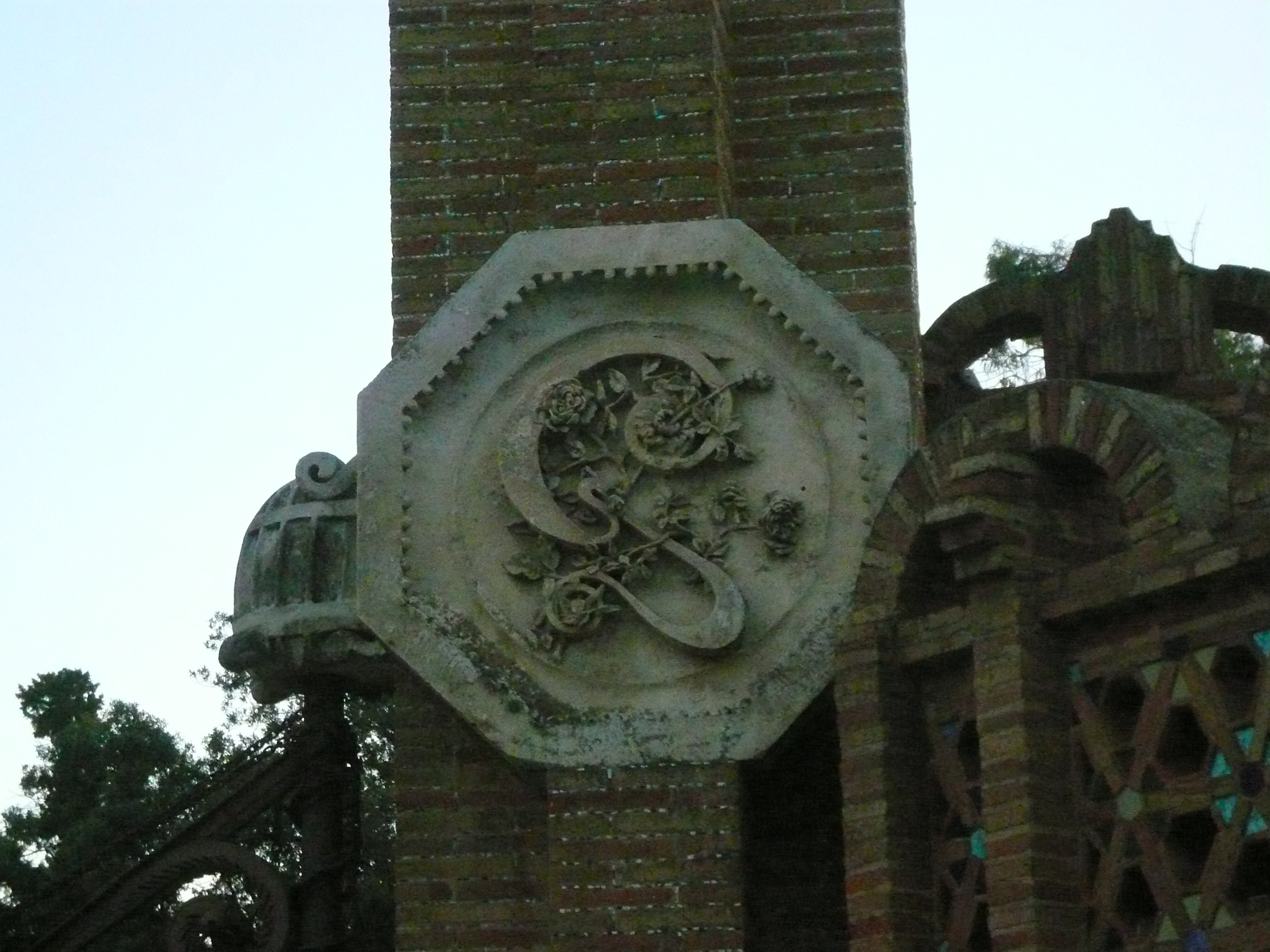
Lettre G et roses taillées sur le pilier de la porte.

## Source
- (es) Ricardo Regàs, Antoni Gaudi, Dosde arte Ediciones, 2011, 192 p. (ISBN 978-84-96783-44-7)